# Erythroneura fiduciaria
Erythroneura fiduciaria är en insektsart som beskrevs av Knull 1951. Erythroneura fiduciaria ingår i släktet Erythroneura och familjen dvärgstritar. Inga underarter finns listade i Catalogue of Life.